# Чижове (Березівський район)
Чижо́ве — село в Україні, у Раухівській селищній громаді, Березівського району Одеської області. Населення становить 472 особи (2001 рік).

## Історія
Поблизу села виявлені залишки поселень бронзової доби (2-ге тисячоліття до н. е.).
Станом на 1886 рік в селі Демидівської волості Тираспольського повіту Херсонської губернії мешкало 355 осіб, налічувалось 61 дворове господарство, існувала лавка.

## Населення
Згідно з переписом 1989 року населення села становило 475 осіб, з яких 213 чоловіків та 262 жінки.
За переписом населення 2001 року в селі мешкали 472 особи.

### Мова
Розподіл населення за рідною мовою за даними перепису 2001 року:
| Мова       | Відсоток |
| ---------- | -------- |
| українська | 91,95 %  |
| російська  | 5,08 %   |
| молдовська | 2,75 %   |
| гагаузька  | 0,21 %   |